# Fernando Coronil
Fernando Coronil (Caracas, Venezuela, 1944-Nueva York, Estados Unidos, 2011) fue un antropólogo venezolano de la City University de Nueva York. Especialista en antropología histórica y en geopolítica, fue miembro del Centro Rockefeller de Estudios Latinoamericanos de la Universidad de Harvard entre 2004 y 2005. Ha publicado El estado mágico. Naturaleza, dinero y modernidad en Venezuela (Nueva Sociedad, 2002) y Crude Matters (2002), sobre el golpe de Estado a Hugo Chávez. Ha coeditado el libro States of Violence (con Julie Skurski, The University of Michigan Press, 2006).